# Финсен, Ханнес
Ханнес Финсен (13 мая 1828, Рейкьявик — 18 ноября 1892, Рибе) — датский юрист и чиновник, губернатор Фарерских островов.
Родился в 1828 году в Исландии, бывшей в то время датским владением. Был женат дважды (после смерти первой жены в 1864 году женился на её двоюродной сестре). Имел трёх сыновей и одну дочь от первого брака и шесть детей от второй жены. Всего его потомки родились в Торсхавне. Его сын Нильс Рюберг впоследствии стал лауреатом Нобелевской премии по медицине, а ещё один сын Олаф — известным фармацевтом и мэром Торсхавна.
В 1848 году окончил среднюю школу, затем начал изучать право, окончив обучение в 1856 году, в этом же году начав карьеру чиновника. До 1858 года Финсен работал в Копенгагене в управлении по делам Исландии, после чего отправился на Фарерские острова, где до 1871 года исполнял обязанности ландвойта, а затем стал губернатором колонии. Одновременно Финсен был верховным судьёй и председателем лёгтинга. В 1884 году был переведён с Фарер в датский город Рибе, где до конца жизни служил судебным приставом.
Когда в 1874 году началась реконструкция церкви святого Олафа в Киркьюбёуре, по его инициативе представляющие большую историческую ценность церковные скамьи XV века были вывезены из страны в Датский национальный музей. Они были возвращены на Фареры только в 2002 году и ныне, выставленные в Историческом музее Торсхавна, считаются одним из самых ценных исторических памятников страны и являются кандидатом в список Всемирного наследия ЮНЕСКО. Из-за этого поступка отношение к Финсену и периоду его правления на современных Фарерах негативное.